# Skjalm Hvide

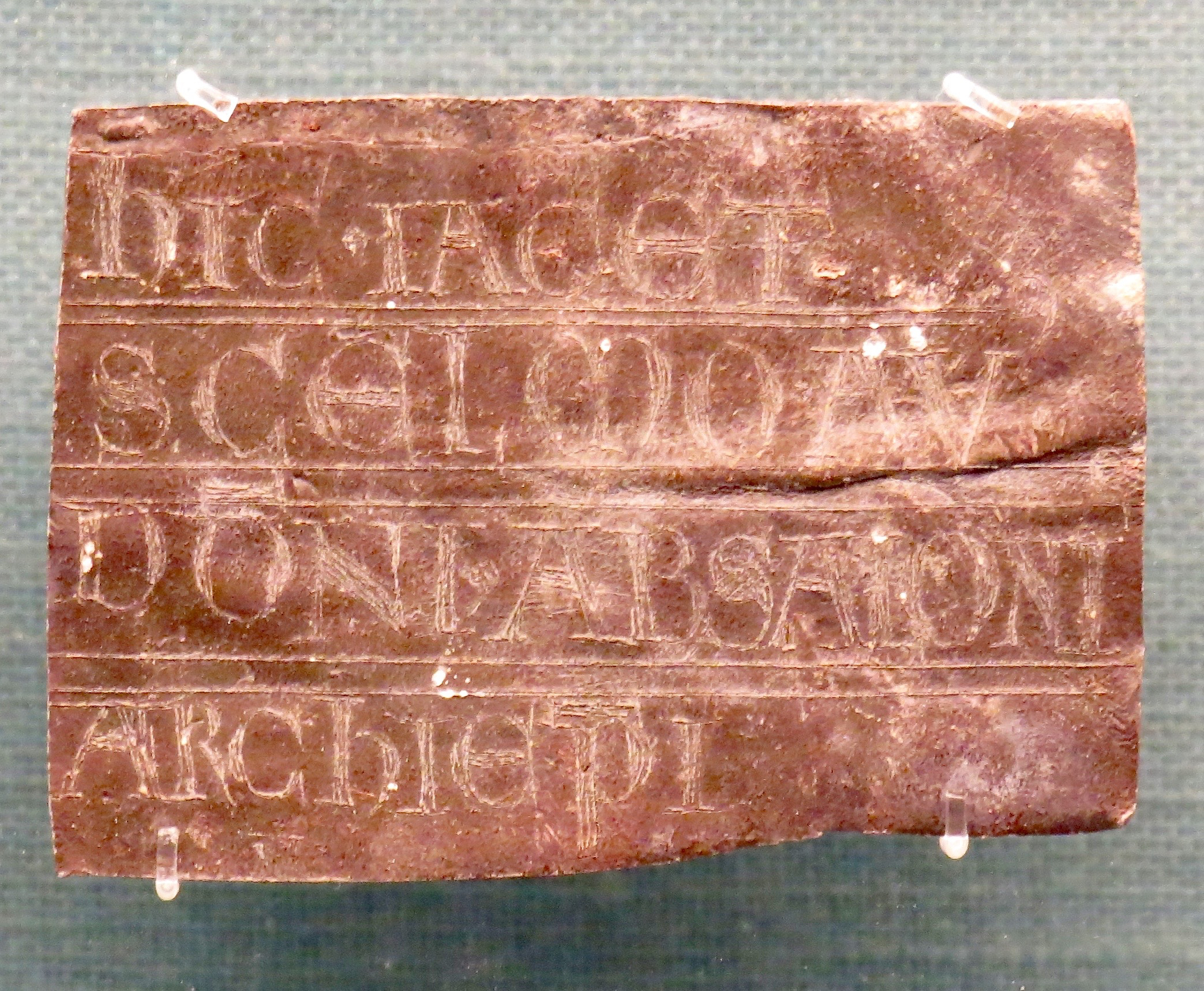
Bleiplatte von Skjalm Hvides Grab in der Klosterkirche Sorø.

Skjalm Hvide (* um 1040; † vor 1131) war ein dänischer Flottenführer und Grundbesitzer auf Seeland in der ausgehenden Wikingerzeit. Er wird als Stammvater des Adelsgeschlechts der Hvide angesehen.

## Leben
Skialmo Candidus, Skjalm der Weiße, wie Saxo Grammaticus ihn in seinen Gesta Danorum nennt, war ein Sohn des Seeländer Landbesitzers Toke Trylle und Bruder von Aute Tokesen. Skjalm besaß sechs oder acht Dörfer in der Umgebung von Sorø und Gyrstinge. Sein Vater war das erste Familienmitglied, das getauft wurde, und damit auch einer der ersten Christen unter den dänischen Anführern. Auf seinem Familiensitz Fjenneslev hatte wohl bereits Toke eine Kirche erbauen lassen, in der er nach seinem Tod beigesetzt wurde. Dabei handelte es sich vermutlich um eine Holzkirche, die sein Enkel Asser Anfang des 12. Jahrhunderts durch die noch erhaltene Feldsteinkirche ersetzen ließ. Nördlich dieser Kirche gefundene Granitgrundmauern gehörten möglicherweise zu der befestigten Wohnanlage. Skjalm ließ 1085 die Kirche von Jørlunde erbauen, deren Kirchenschiff und Chor aus dieser Zeit größtenteils erhalten sind. Damit ist es die älteste bestehende Kirche auf Seeland.
Erwähnt wurde Skjalm erstmals, als er 1062 mit einem eigenen Schiff auf Seiten des dänischen Königs Svend Estridsen an der Seeschlacht an der Niså teilnahm, wo er von dem norwegischen König Harald Hårdråde gefangen genommen wurde, jedoch fliehen konnte. Zum Ende des Jahrhunderts wird er von Saxo als oberster Flottenführer von Seeland bezeichnet. Um 1100 wurde Skjalms Bruder Aute von wendischen Seeräubern im Masnedsund zwischen Seeland und Fünen ermordet. Skjalm, der zu dieser Zeit Jarl von Seeland war, zog daraufhin mit seinen Kriegern nach Rügen, um den Tod seines Bruders zu rächen, und unterwarf die Insel dem dänischen König. Laut Saxo ernannte ihn König Erik I. Ejegod zu "Hauptmann" von Rügen. Skjalms Ansehen am Königshof lässt sich daran ermessen, dass ihm der König und seine Frau Bodil Thrugotsdatter, ehe sie 1102 zu ihrer Pilgerreise in Heilige Land aufbrachen, von der sie nicht zurückkommen sollten, die Erziehung ihres Sohnes, des Thronerben Knud Lavard, anvertrauten.
Skjalms Sterbedatum ist nicht bekannt. Als sein Pflegesohn Knud Lavard 1131 ermordet wurde, lebte er jedenfalls nicht mehr. Er wurde zunächst in der Kirche in Fjenneslev begraben, aber später in die Kirche des von seinen Söhnen Toke, Asser und Ebbe gestifteten Klosters Sorø überführt, wo eine Bleiplatte  mit der Aufschrift: HIC IACET SCELMO AV[us] DO[mi]NI ABSALONI ARCHIEPI[scopi] = "Hier liegt Skjalm, der Großvater des Erzbischofs Absalon" gefunden wurde.

## Nachkommen
Mit seiner Frau Signe Asbjørnsdatter (1050–1186) hatte Skjalm vier Söhne und zwei Töchter, von denen die vier Linien des Hvide-Geschlechts abstammen:
- Toke Skjalmsen (* um 1070; † um 1145)
  - Stig Tokesen Hvide
- Asser Rig war Erzieher des späteren Königs Waldemar I.
  - Esbern Snare, Berater von Waldemar I.
  - Absalon von Lund, Bischof und Berater von Waldemar I.
  - Ingefred Assersdatter
- Ebbe Skjalmsen (* um 1080; † vor 1151)
  - Sune Ebbesen
    - Ebbe, Lars, Jakob, Peder und Anders Sunesen
- Sune Skjalmsen († wahrscheinlich vor 1140)
- Magga (Margarethe), Nonne in Roskilde
- Cæcilie heiratete Peder Torstensson von Pedersborg